# インドライオン
インドライオン (学名 : Panthera leo persica）は、哺乳綱食肉目ネコ科ヒョウ属に分類されるライオンの一つの亜種で、アフリカに生息するライオンと比較すると小柄であり、体色も薄い。かつてはインドから、中東まで分布していたが、中東では絶滅した。2015年には保護されたものがインド北西部のグジャラート州、カーティヤーワール半島のギル森林国立公園 野生生物保護区で523頭が生息しているだけとなっている。

## 形態の比較
インドライオン
- 頭胴長：140-195cm
- 尾長：70-88cm
- 体重：120-200kg
- 寿命：25-30年ほど

アフリカライオン（参考）
- 頭胴長：オス170-250cm　メス140-175cm
- 尾長：オス70-105cm　メス60-100cm
- 体重：オス150-250kg　メス120-182kg
- 寿命：15-20年　性成熟：2-3年

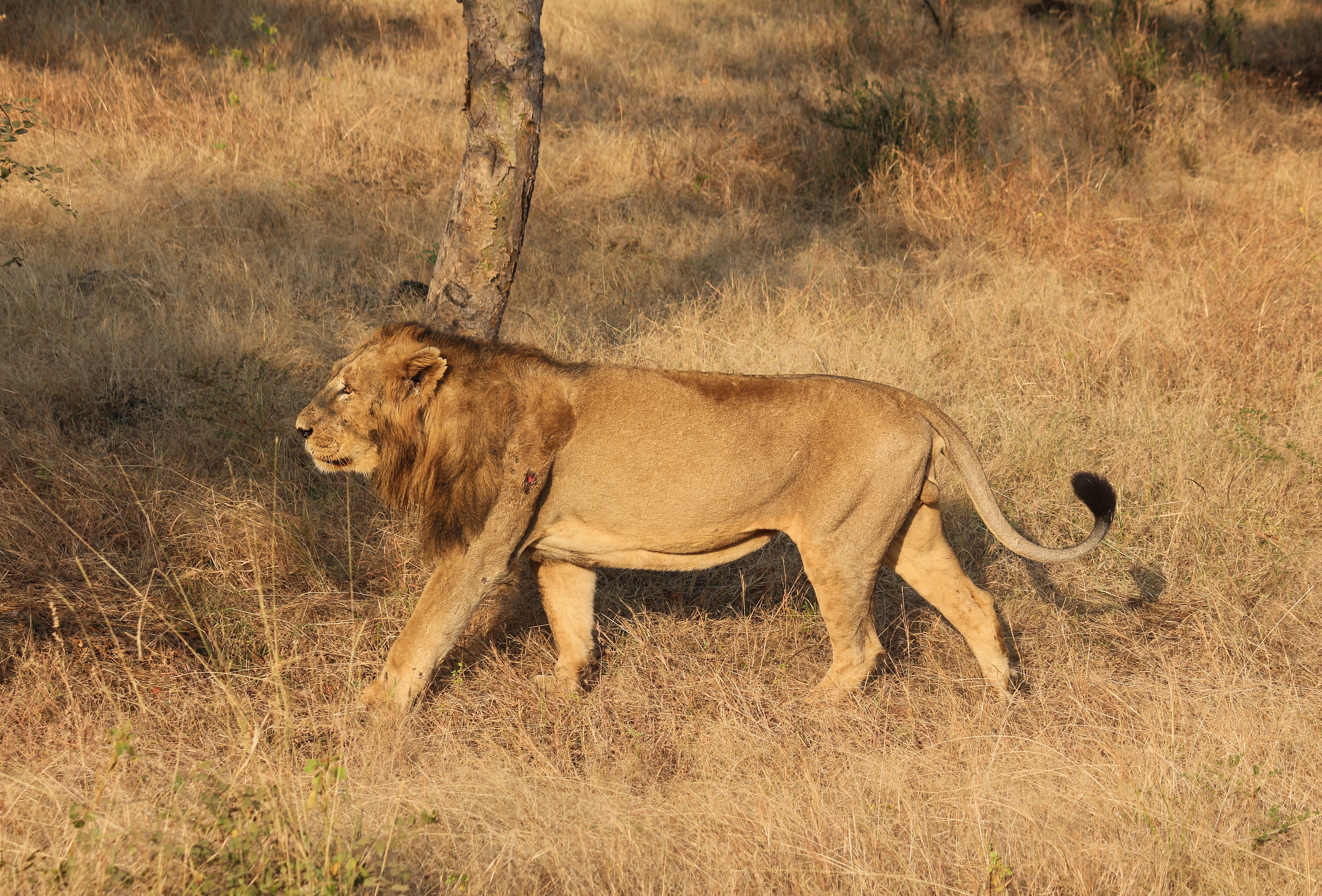
タテガミが短いのが特徴のインドライオン
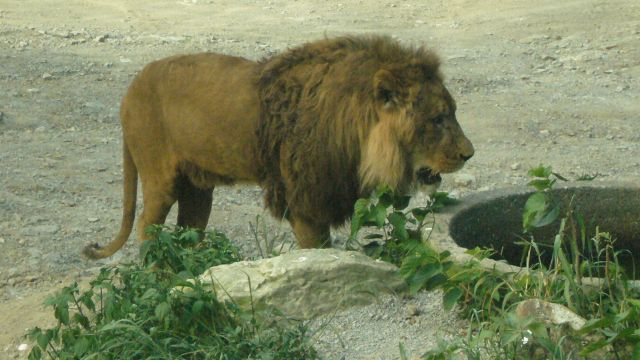
タテガミが長いのが特徴のアフリカライオン

## 分布

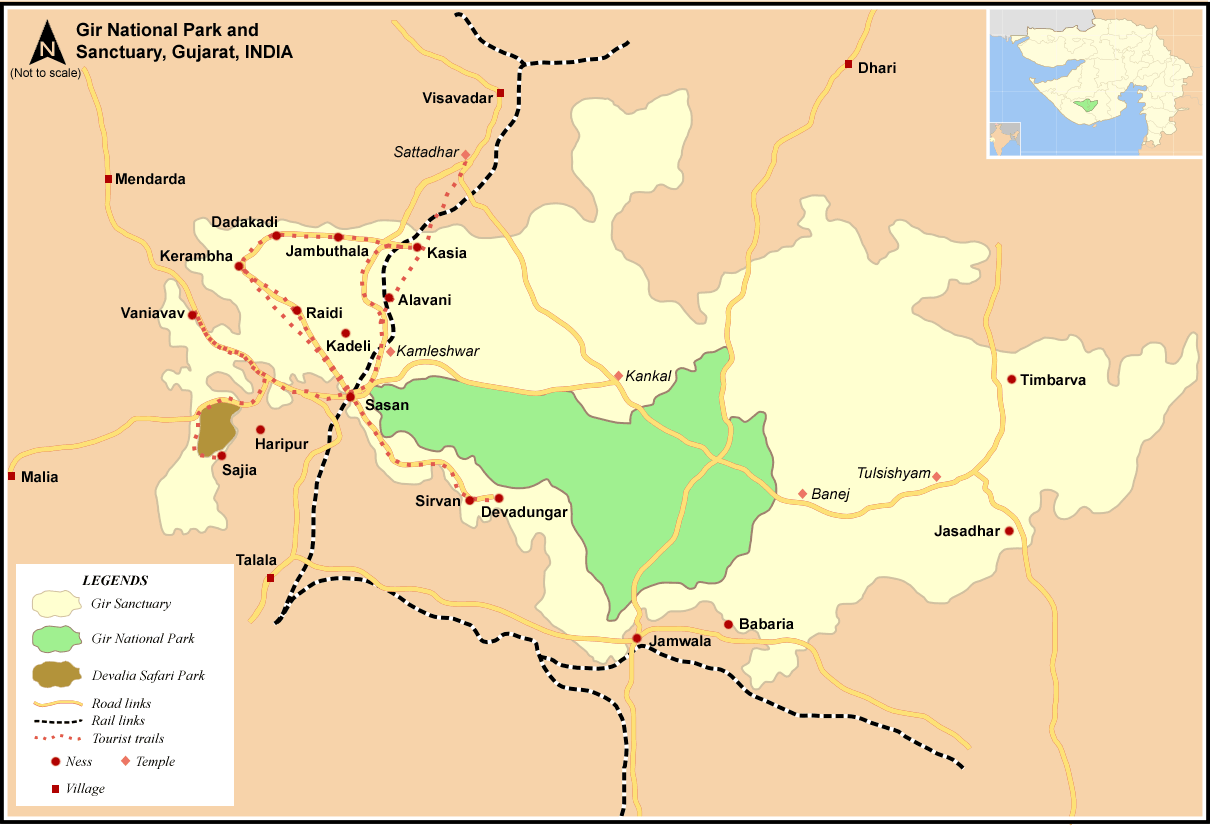
ギル森林国立公園 野生生物保護区

インド（グジャラート州ギル森林国立公園野生生物保護区）

## インドライオンの特徴

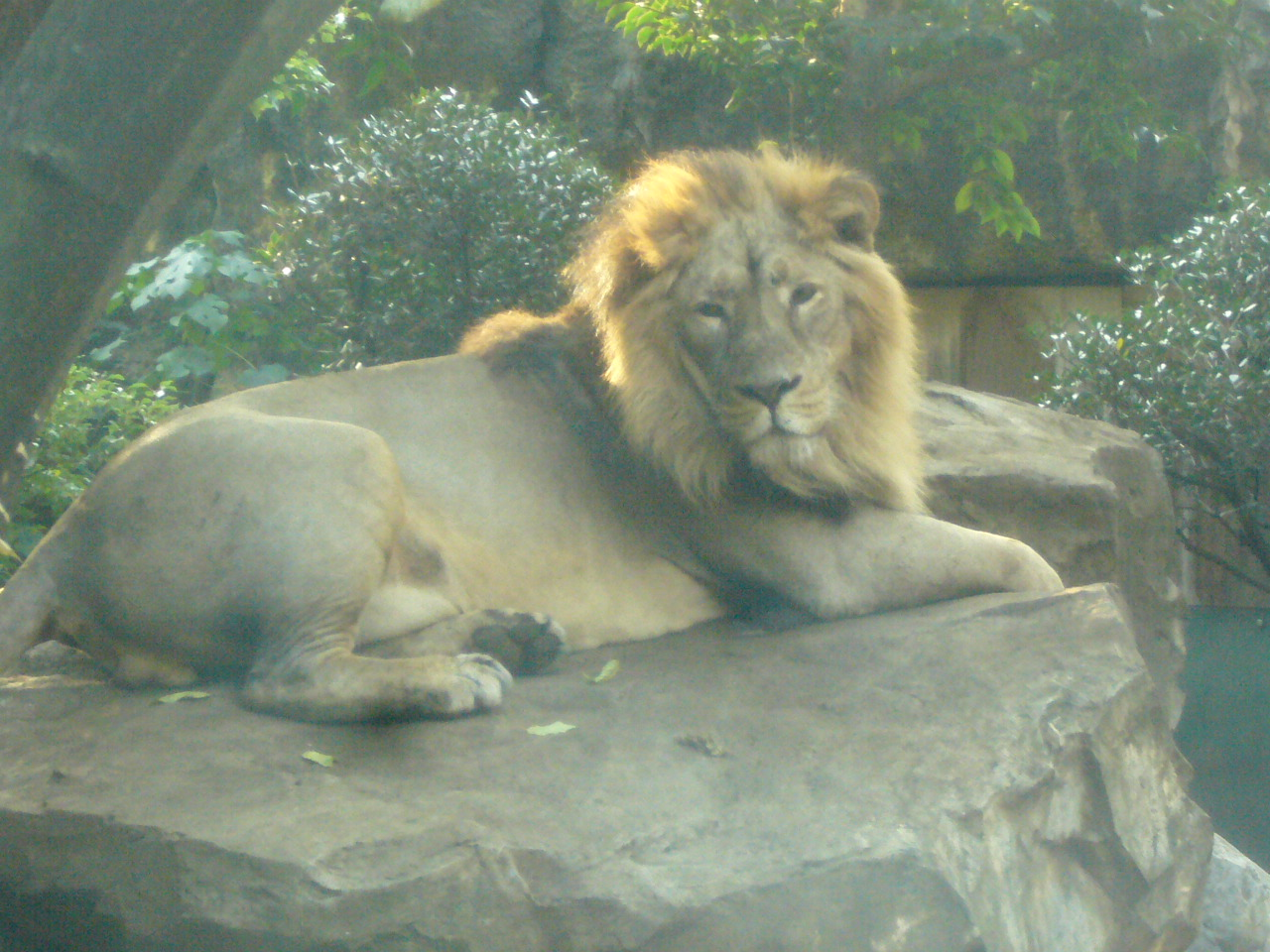
インドライオンのオス(恩賜上野動物園)

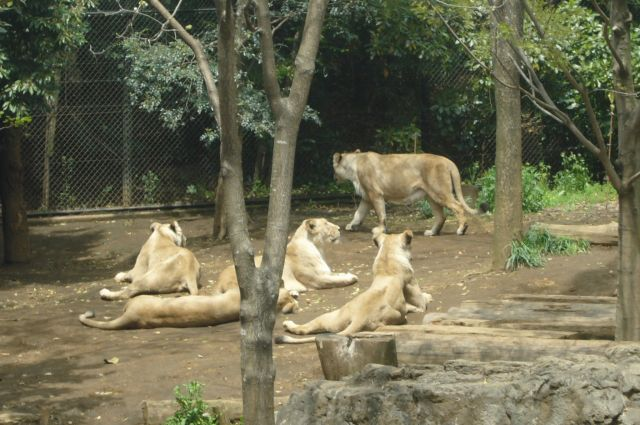
インドライオンは木がまばらに配置された施設で飼われることが多い。よこはま動物園ズーラシア

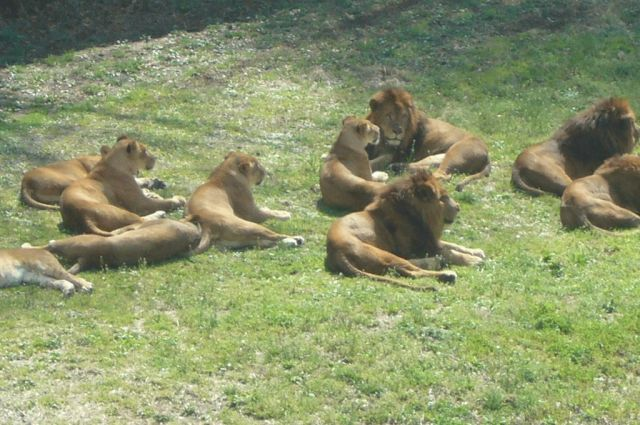
アフリカライオンは草原のような開けた施設で飼われることが多い。多摩動物公園

(アフリカに生息するライオンと比較してのインドライオンの特徴) 
- やや小柄。
- 体色が薄い。
- 体毛は密集している。
- オスのタテガミも荒く短い。
- 腹部の皮膚に長いひだ状のたるみがある。
- 尻尾の房毛が長い。
- 主に林の中に住む。
- 単独で狩りをする。
- 食性は肉食であるが、昆虫類から爬虫類、小動物-大型草食獣までと多岐にわたる。草を食べる事もある。

## 生態
アフリカに生息するライオンは草原に生息し、主に群れで狩りを行う一方でインドライオンは森林・主に林の中に住み、狩りは単独で行う。動物園などの展示飼育においても生息地の状況を考慮している場所が多く、アフリカライオンは草原のような開けた施設で飼われているのに対し、インドライオンは木がまばらに置かれた施設に展示されていることが多い。
食性は肉食であり、シカ、スイギュウ、イノシシ等の大型草食獣を主に捕食する。この他に昆虫類、爬虫類、草を食べる事もある。
アフリカに生息するライオンは20頭近いメスライオンを従え群れを作り、繁殖力が高いが、インドライオンは最盛期でも5-6頭程度にしかならない。
インドライオンの繁殖力は低く、約500回近い交尾で1回の出産となる。1回につき平均2-3頭を出産する。また生息地や個体数が限られているため遺伝的多様性が低く、精子の70-80％が奇形と言われているのも低い繁殖力の要因のようである。

## 人間との関係

### 絶滅危惧
イランや中東での絶滅の原因は不明である。
インドでは、19世紀以前には1,000頭以上のインドライオンが生息していたが、狩猟や開発により頭数が激減し、1913年には20頭までに減少した。その後、森林省当局の効果的な保護や努力の結果、ギル森林国立公園内のライオンの生息数が大幅な増加を記録し、2015年現在では、523頭に増加し保護に成功した 。
19世紀後半までインドライオンとベンガルトラは、インドの多くの地域で共存していたが、現在はインドライオンはギル森林国立公園野生生物保護区のみで生息している。他州の森林国立公園野生生物保護区にインドライオンを移す計画もあるが、ベンガルトラがインドライオンを殺すかもしれない懸念から計画は進んでいない。

### 日本国内の飼育
よこはま動物園ズーラシアでは開園当初から飼育、3回の繁殖に成功している。
- よこはま動物園ズーラシア - 2000年6月3日、同園生まれの3頭のメスのうちの2頭と、2017年5月31日にシンガポール動物園から来園のオスを飼育中[6][7][8]。
- 恩賜上野動物園 - 2002年3月9日、ズーラシアから借り受けたメスが妊娠した状態で来園、同年5月3日に3頭の子を出産、そのうちの2頭を飼育中[9][10]。
- 野毛山動物園 - 2014年6月、ズーラシアから野毛山動物園に来園したオス1頭を飼育中[11]。

## 参考：ライオンの亜種

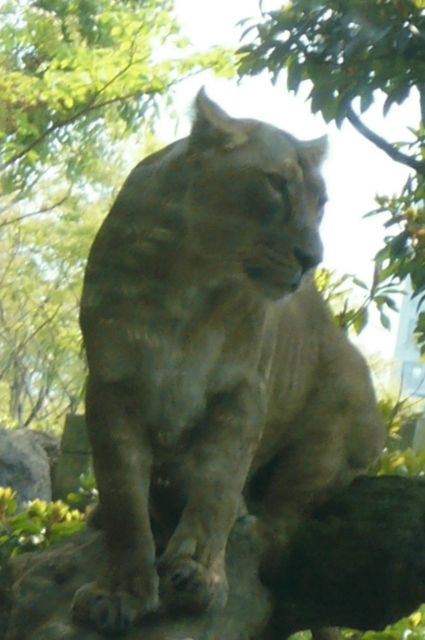
木の上に登っているインドライオンのメス(恩賜上野動物園)

体の大きさや毛の長さ、体色などが地域によって異なるので下記の亜種があるとされている。アフリカに生息するライオン達の亜種とインドライオンの亜種では大きな違いがある為、アフリカライオンとインドライオンと分けての比較をした。IUCNでは P. l. persica とされていた集団を "Panthera leo (Asiatic subpopulation)" と変更している。 
- Panthera leo persica インドライオン
  - インドからイランに分布。
  - 現在はインドのギル保護区にのみ生息。イランは1930年に絶滅。
- Panthera leo leo バーバリライオン
  - モロッコの首都ラバトに開園したラバト動物園に生息。
- Panthera leo roosevelti アビシニアライオン
  - エチオピアからスーダンに分布。
- Panthera leo somaliensis ソマリライオン
  - ソマリアからケニヤに分布。
- Panthera leo senegalensis セネガルライオン
  - セネガルとナイジェリアに分布。
- Panthera leo kamptzi カメルーンライオン
  - チャド湖に分布。
- Panthera leo nyanzae ウガンダライオン
  - ウガンダに分布。
- Panthera leo azandica コンゴライオン
  - 中央アフリカに分布。
- Panthera leo hollisteri ビクトリアライオン
  - ビクトリア湖北岸に分布。
- Panthera leo massaica マサイライオン
  - ケニヤ・タンザニアに分布。
- Panthera leo bleyenbergi アンゴラライオン
  - アンゴラ・ザンビアに分布。
- Panthera leo vernayi カラハリライオン
  - カラハリ砂漠に分布。
- Panthera leo krugeri トランスバールライオン
  - トランスバール地方に分布。
- Panthera leo melanochaita ケープライオン
  - ケープ地方に分布していたが1865年に絶滅。

学者・学説によっては同一亜種とする見方もある亜種も多い。

## 外部サイト・参考資料
- 日本平動物園 - http://www.nhdzoo.jp/animals.php?animal_sn=108034126&p=
- 動物図鑑 - http://www.ax.sakura.ne.jp/~hy4477/link/zukan/niku/indolion.htm
- 東京都報道発表資料 - http://www.metro.tokyo.jp/INET/OSHIRASE/2002/05/20C5F100.HTM
- インドライオン - https://www5e.biglobe.ne.jp/~c-panda/99077139/
- (財)横浜市緑の協会　動物園部 - http://www.zoorasia.org/guidance/animal/indoraion/index.html
- 愉快な動物園 - http://www.miyazaki-catv.ne.jp/~zoo/index.html
- みんなの動物園図鑑
http://f35.aaa.livedoor.jp/~gotozoo/index.htm
http://f35.aaa.livedoor.jp/~gotozoo/mammal/lion.htm
- 科学大好き土よう塾 - https://web.archive.org/web/20031123101519/http://www.nhk.or.jp/daisuki/special2/index.html#02
- アニマルフォトブック - http://animal.hadzuki.com/index.html
- 野生動物ライオン - https://web.archive.org/web/20031102192336/http://www.geocities.co.jp/NatureLand/9021/simba.htm
- 東京ズーネット - https://www.tokyo-zoo.net/ROOT/express/express_back?record=52